# Apteronotus caudimaculosus
Apteronotus caudimaculosus är en fiskart som beskrevs av De Santana 2003. Apteronotus caudimaculosus ingår i släktet Apteronotus och familjen Apteronotidae. Inga underarter finns listade i Catalogue of Life.